# Сальников, Григорий Иванович
Григорий Иванович Сальников — советский хозяйственный, государственный и политический деятель.

## Биография
Родился в 1924 году в деревне Стафин. Член КПСС.
Участник Великой Отечественной войны. С 1947 года — на хозяйственной, общественной и политической работе. В 1947—1986 гг. — заместитель секретаря парткома Сибирского металлургического института, мастер в прокатном цехе, в мартеновском цехе Колпинского металлургического завода, директор Перво-Успенской МТС, секретарь Локтевского РК КПСС, старший инженер в техническом отделе строящегося Западно-Сибирского металлургического комбината, второй, первый секретарь Кузнецкого райкома партии города Новокузнецка, директор Кузнецкого завода ферросплавов.
Умер в Новокузнецке в 2004 году.